# Иван Царевич и Серый Волк 3
«Иван Царевич и Серый Волк 3» — российский анимационный фильм компаний «Мельница» и «СТВ», произведённый в 2015 году. Вышел в прокат 1 января 2016 года. Телевизионная премьера мультфильма состоялась на телеканале «РЕН ТВ» 9 мая 2016 года.

## Сюжет
В Тридевятом царстве царю исполняется 150 лет, и, умаявшись есть торт с соответствующим количеством свечей, он заявляет: «Я устал, я ухожу!». И уходит на рыбалку, оставив вместо себя за главного Ивана. Однако, не успевает царевич как следует развернуться на государственном поприще, как тут же Василиса напоминает мужу, что за три года семейной жизни у них так и не было свадебного путешествия. Сначала Иван решил спорить, но, вспомнив, что очень любит Василису, соглашается отправиться в путешествие за границу.
Взяв с собой Волка и Кота, герои отправляются в путь на ковре-самолёте, но сначала терпят крушение на заросшем поле, где два брата-крестьянина бегают и разгоняют ворон. Решив показать им, как надо правильно, Иван ставит посреди поля пугало (которого зовут Пал Палыч), а для спокойствия надевает ему на голову царскую корону, оставив главным вместо себя. Ночью Пал Палыч исчезает, а на том месте, где он стоял, начинает лезть из под земли таинственная розовая субстанция.
Между тем на ковре-самолёте герои сначала пролетают мимо падающей Пизанской башни (которую Иван добросовестно выравнивает, уничтожая всю её ценность), посещают итальянскую оперу и французский Лувр, где Василиса покупает себе игрушку — заводную обезьянку, лицом чем-то напоминающую Ивана. В магазине к путешественникам пристаёт толпа иностранцев, предлагающих «кучу всякого», а взамен требуя непонятное повидло. Кот просматривает новости и узнаёт, что за время их отсутствия в Тридевятом царстве было обнаружено крупнейшее в мире месторождение малинового повидла.
Вернувшись домой, герои узнают, что два брата — те самые крестьяне из поля — под руководством внезапно ожившего Пал Палыча уже успели организовать повидло-провод, а также посадить всех людей в царстве на потребление повидла, заставив их строить большое количество новых зданий. Пугало представляется Палк Палковичем, и, тут же, с ходу сладкими речами и повидлом завоёвывает доверие у всех (кроме Волка, который доверяет только своему чутью). Вернувшийся с рыбалки царь натыкается на брошенный путешественниками ковёр, случайно приводит его в действие и отправляется в дремучий лес.
Под предлогом передачи дел Палк Палкович заманивает Ивана в ловушку и завладевает его телом — а душа Ивана вселяется в заводную обезьянку Василисы. Волк, подслушав разговор, узнаёт о тайном сговоре, но его отправляют в подземную темницу. В лесу царь встречает своего старого друга — Соловья-разбойника, и с его помощью узнаёт, что повидло обладает гипнотическим воздействием, превращая людей в послушных своих рабов, похожих на зомби. Воспользовавшись ковром, царь и Соловей вытаскивают Волка из тюрьмы и готовят план спасения царства.
В облике Ивана Палыч организовывает международный саммит и приглашает на него глав иностранных сказочных царств-государств, намереваясь через них организовать экспорт повидла по всему миру. Однако царь, тоже явившийся на саммит, раскрывает гостям глаза на правду — оказалось, что хитрый Соловей загодя вылил в повидлопровод бочку полыни, действующей, как противоядие от гипноза. Не желая сдаваться, Палк Палкович вызывает свою армию пугал, и на глазах у изумлённых иностранцев начинается «классический русский мордобой». Однако Иван вовремя догадывается о слабом месте Палковича, и Василиса сильно бьёт Палковича его крестовиной по голове, ломая её надвое, изгоняя злобную сущность, а тело Ивана возвращая его владельцу.
Саммит заканчивается тем, что герои уничтожают повидлопровод, а иностранцы отправляются по домам на огромном круизном ковре-лайнере.

## В ролях
| Актёр                      | Роль                              |
| -------------------------- | --------------------------------- |
| Никита Ефремов             | Иван Царевич                      |
| Татьяна Бунина             | Василиса                          |
| Александр Боярский         | Серый Волк / радио Василисы       |
| Иван Охлобыстин            | Царь                              |
| Михаил Боярский            | Кот учёный                        |
| Мария Цветкова-Овсянникова | корреспондент / ковёр-самолёт     |
| Михаил Хрусталёв           | Пал Палыч                         |
| Анатолий Петров            | Соловей-Разбойник                 |
| Дмитрий Высоцкий           | Тонкий / певец                    |
| Олег Куликович             | Толстый                           |
| Роман Никитин              | Кеша                              |
| Константин Бронзит         | щука                              |
| Яков Петров                | немецкий мясник/президент Америки |
| Александр Демич            | Иван-мартышка                     |
| Андрей Кузнецов            | эпизод                            |

## Бюджет и сборы
Мультфильм «Иван Царевич и Серый Волк 3» вышел на экраны 1 января 2016 года и при бюджете $4 млн собрал $10,08 млн за 17 дней проката, тем самым одержав уверенную победу в новогодней «кинобитве».

## Рецензии
- Рецензенты отмечают, что после привлечения к написанию сценария участников проекта «Квартет И», мультфильм получился обращённым не только к детям, но и к взрослым, так как в нём усиленно пародируются современные отечественные реалии[6][7][8].
- Борис Иванов, писавший свою рецензию для film.ru, высказал некоторые ошибки, такие, как клишированный злодей, перебор шуток, которые могут понять взрослые, сюжетные дыры и несостыковки с прошлыми частями[9].